# Huaca Infantas II
Huaca Infantas II o Santa Luzmila Sector 1 es un yacimiento arqueológico ubicado en la urbanización Río Santa, en el distrito de Los Olivos, en la ciudad de Lima, capital del Perú. Se ubica a 500 m de Huaca Pro, fue declarada Patrimonio Cultural mediante RDN N.º 085/INC-2006. Formó parte del Templo en U de Infantas constituido por una pirámide principal (Infantas I), un brazo izquierdo (Infantas II) y un brazo derecho del cual ya no quedan estructuras
Se trata de plataformas superpuestas de 50 m por 50 m, sobre la plataforma superior se concentra un conjunto de 7 recintos rectangulares unidos por vanos de acceso y al suroeste existe un espacio abierto a modo de patio. Está construido mediante muros de tapia de 0.80 m a 1 m de ancho por 1 m de altura, no siendo uniforme para todos. Los recintos llegan a medir de 11 m de largo a 7 m de ancho. El cuerpo central es de planta rectangular. Posee un atrio y una escalinata de 10 m de ancho que tiene treinta peldaños, por donde se accede a la cima de la estructura. A estos elementos arquitectónicos se les suma una plataforma y una columna circular, de adobe y forma cónica, de la que tan solo quedan las bases. La ocupación del Horizonte Tardío presenta muros de tapiales y cerámica.

## Galería

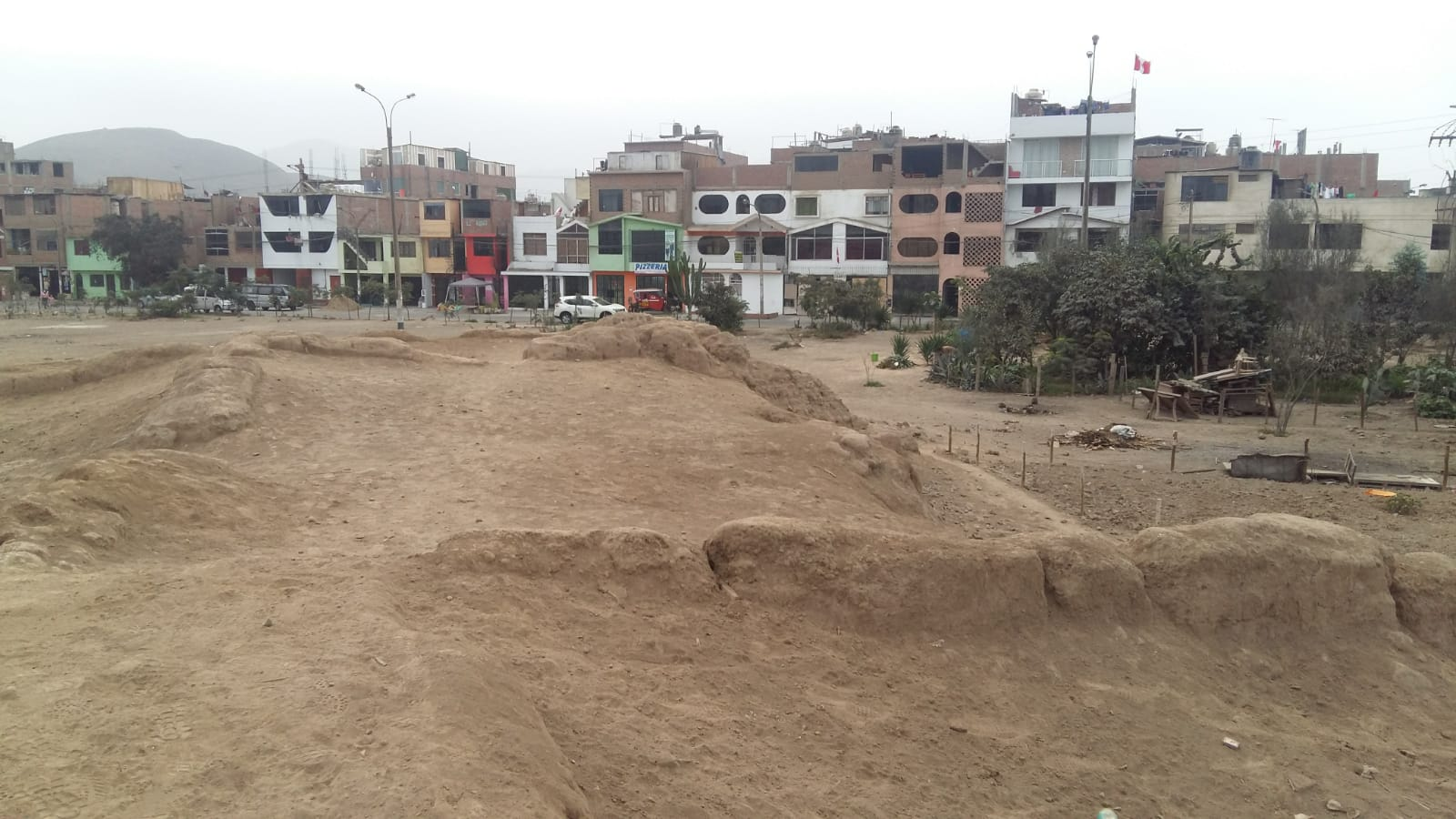
Recintos en la parte superior de la Huaca Infantas II
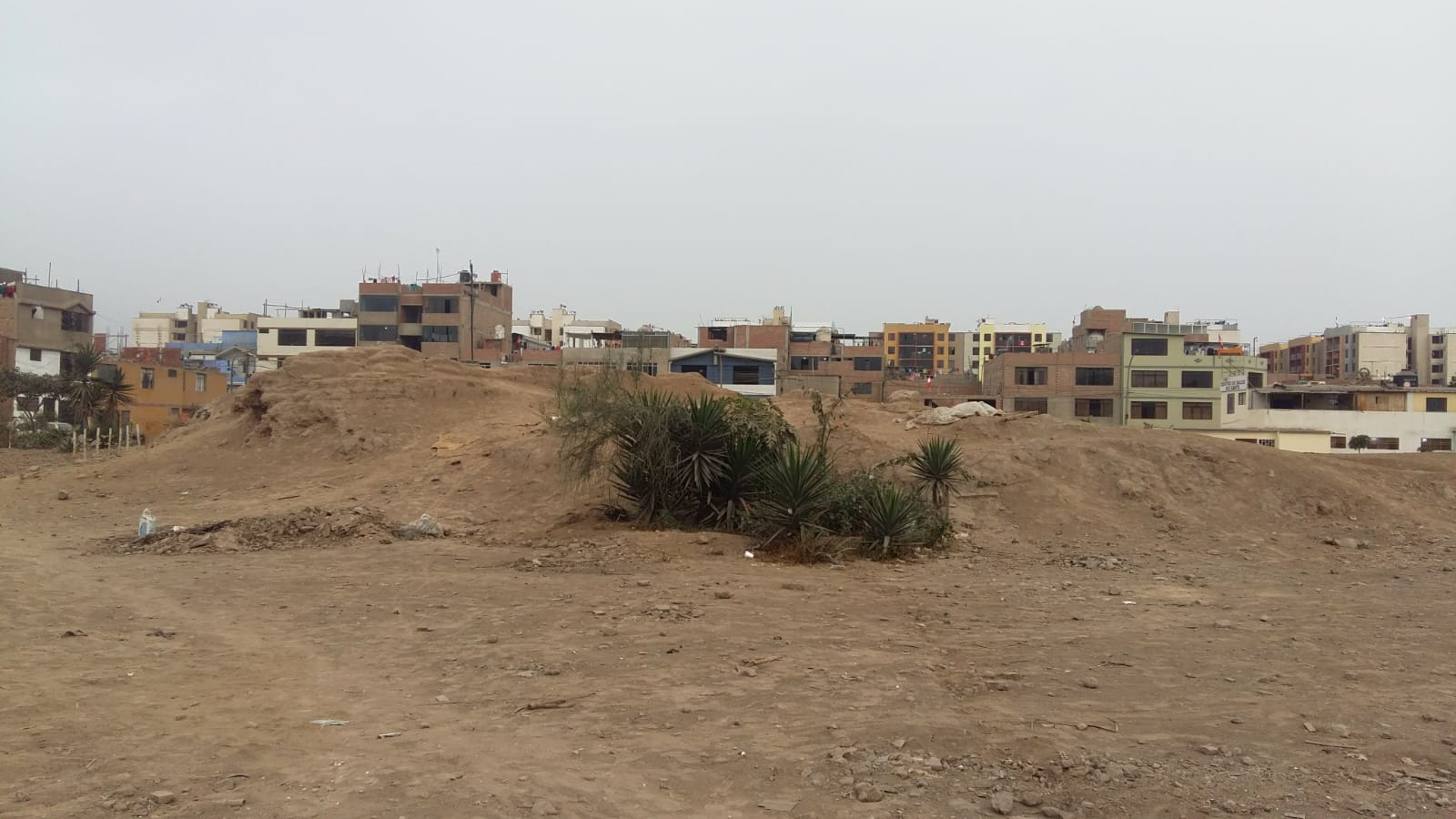
Parte norte de la Huaca Infantas II